# Michael Nutter
Michael Anthony Nutter, né le 29 juin 1957 à Philadelphie, est un homme politique américain, membre du Parti démocrate, maire de Philadelphie de 2008 à 2016.

## Biographie
Nutter grandit au milieu du quartier de Cobbs Creek, dans le secteur de West Philadelphia, et fréquente l'école préparatoire Saint Joseph de North Philadelphia puis l'école des affaires Wharton de l'université de Pennsylvanie.

### Carrière politique
Surnommé « Da Nutta », Nutter est membre du Conseil municipal de la ville de Philadelphie de 1992 à 2006. Il représente le 4e district qui inclut les quartiers de Wynnefield, Overbrook, Roxborough, Manayunk, East Falls et une partie de North Philadelphia, West Philadelphia et Mount Airy.
Nutter et le maire John F. Street, bien qu'appartenant tous les deux au Parti démocrate, s'opposent parfois sur des questions de politique. Le 27 juin 2006, Nutter démissionne du conseil pour se présenter à l'élection du maire. Il est élu le 6 novembre 2007 et entre en fonction le 7 janvier 2008. Il est le troisième maire noir de cette ville de plus d'un million et demi d'habitants où les Afro-Américains représentent 43,2 % de la population. Il est réélu pour un second mandat le 8 novembre 2011.
Lors des primaires démocrates de 2008, il soutient Hillary Clinton. Après le retrait de cette dernière, il apporte son soutien à Barack Obama.

## Crédit d'auteurs
- (en) Cet article est partiellement ou en totalité issu de l’article de Wikipédia en anglais intitulé « Michael Nutter » (voir la liste des auteurs).